# Bembidion convexulum
Bembidion convexulum är en skalbaggsart som beskrevs av Hayward. Bembidion convexulum ingår i släktet Bembidion och familjen jordlöpare. Inga underarter finns listade i Catalogue of Life.